# 油麗商場

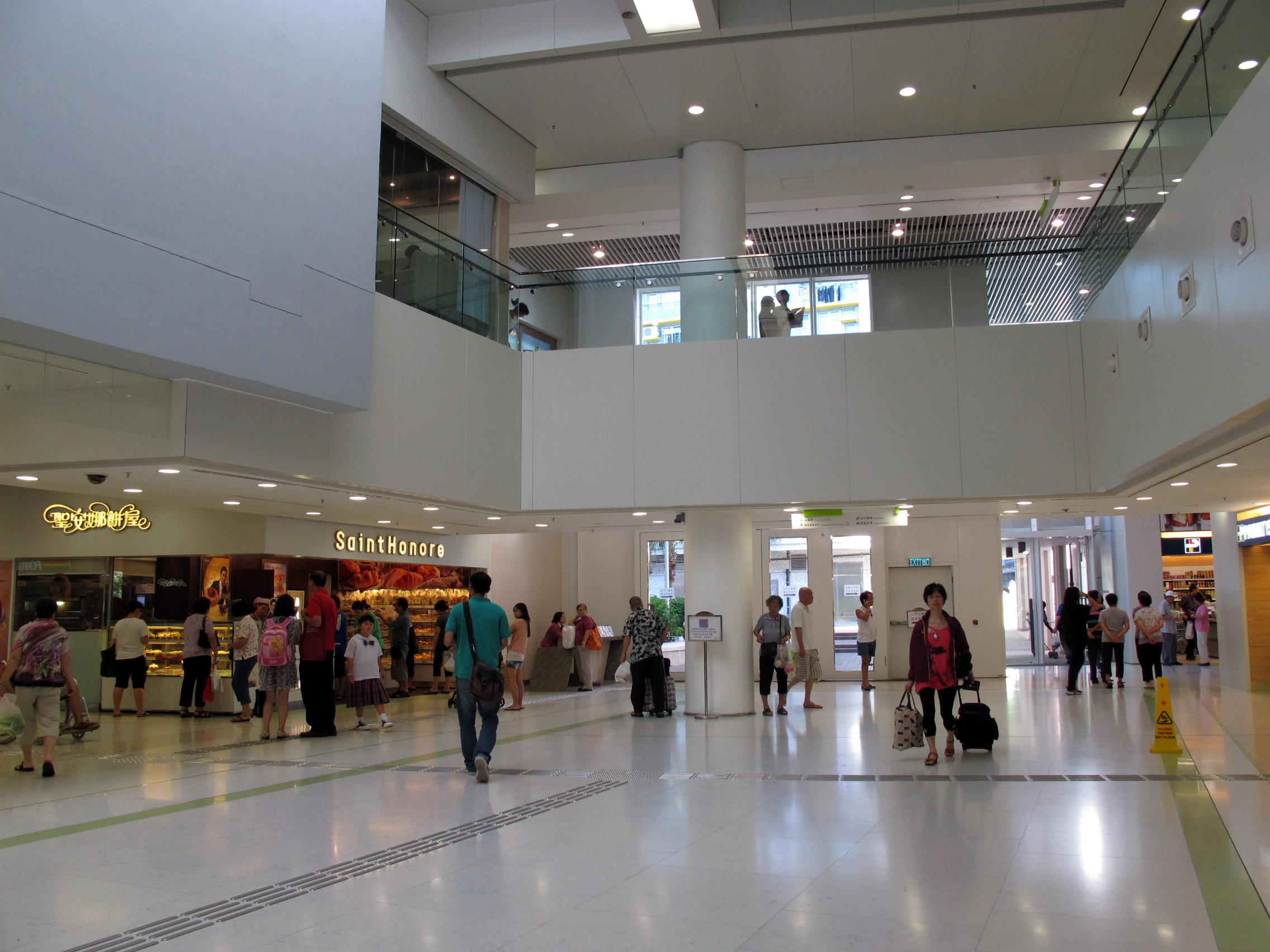
油麗商場中庭（2011年）

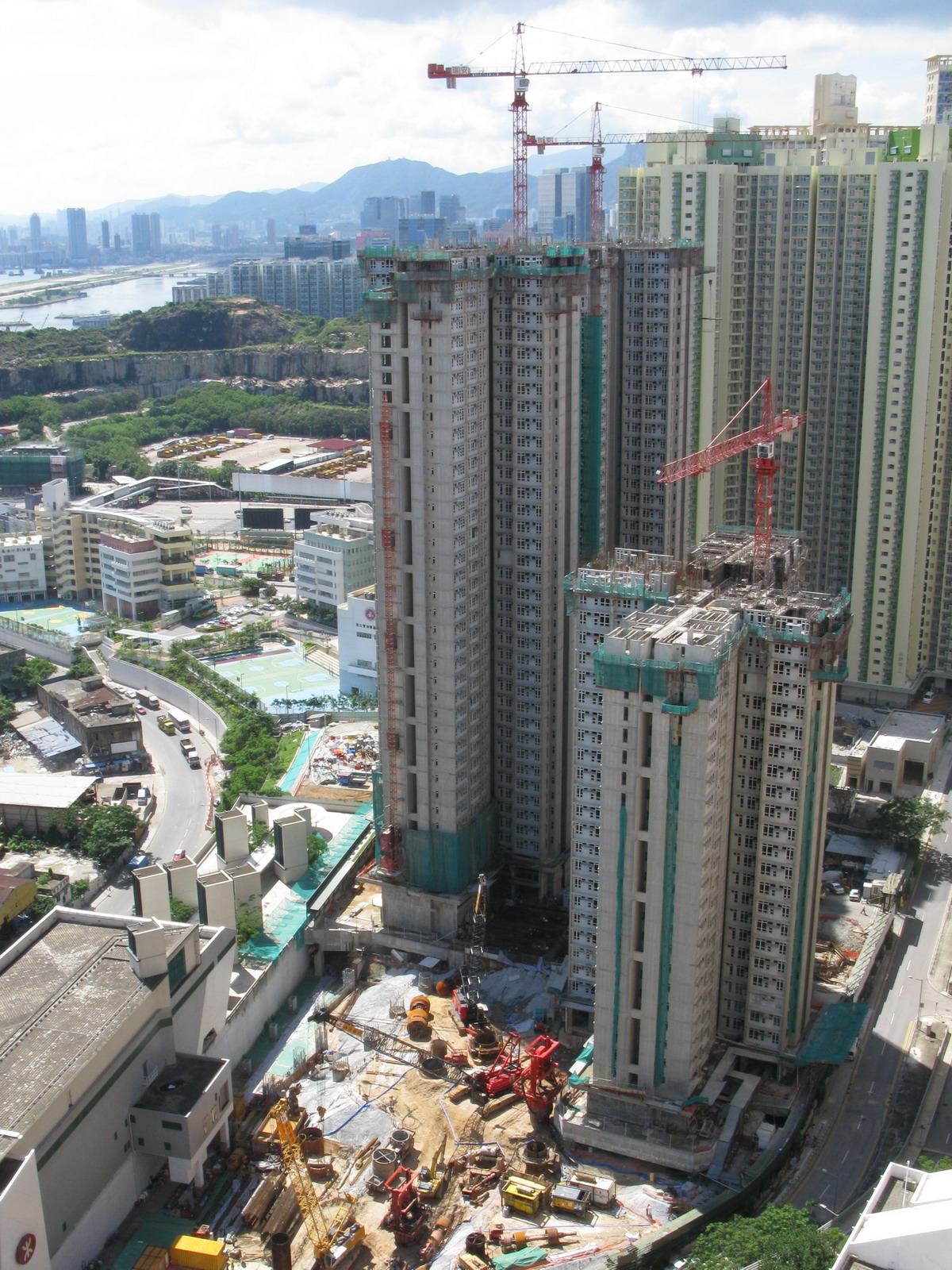
油麗商場仍處於興建階段時，左下角的油塘站已預留連接商場的出入口，而頂部亦已預留「購物廊」供未來使用

油麗商場（英語：Yau Lai Shopping Centre）是一個由香港房屋委員會興建的公共屋邨商場，位於香港觀塘區油塘，於2010年開幕。

## 簡介
油麗商場是油麗邨的附屬商場，毗鄰港鐵油塘站，主要服務油麗邨、油塘邨和油翠苑的居民。同時商場為房委會「東九龍太古城」的一部份。
為求「洗脫」舊型屋邨商場的老土型式，房委會首次規定油麗商場租戶須要提交店舖設計供審批以確保符合要求，並規定商戶於晚上11時前店舖門面需要亮燈。
由於商場人流暢旺，商場出租率達百分之百，房委會商業樓宇小組於2011年4月28日通過加設兩個舖位，增加出租面積合共500多平方呎，預計每年可增加30萬港元租金收入，唯只有地下的11號舖已租出，而二樓的空間則未有租出。

## 商場結構
商場連地庫共有7層，出租面積3,270平方米，由康業服務管理。商場承建商為瑞安建業；而商場合共三部升降機則採用通力。商場設有活動舞台供活動使用。
商場不設街市，如果街坊需要購買新鮮食材，除光顧超級市場外，最近亦需要前往鯉魚門廣場的「鯉魚門市場」或油塘中心的「佳宝市集」。
直至2011年5月，油麗商場是房委會轄下僅有3個設有餵哺母乳育嬰室的商場之一，到了2012年，同區的大本型增設了多間育嬰室。

### 樓層分佈

#### 低層地下一樓和二樓（LG1/F和LG2/F）
低層地下一樓和二樓為停車場，設有時租及月租車位，當中月租車位主要供油麗邨居民租用。停車場並設有電動車充電設施，方便電動車車主為車輛充電。低層地下二樓同時設有大型車輛泊位及上落貨運區

#### 地下（G/F）
地下設有9間商舖，主要為餐廳、零售、超級市場等商店；開幕初期設有「快圖美」沖印店、位於5號舖，唯隨後搬遷到大本型，原有5號舖則成為麥當勞的擴建部份。地下設有三個出入口，分別通往油塘站、油麗邨、油塘邨等地方。

#### 一樓（1/F）
一樓設有多間商舖、提供約20至30平方米的小型鋪位，供開設美容店、文具店和理髮店等；另外設有育嬰室供餵哺母乳使用。

#### 二樓（2/F）
二樓設有中式酒樓、教育中心及自助提取貨物櫃 - 順豐速運「順便智能櫃」，同層平台則設有露天籃球場。

#### 三樓（3/F）
三樓301至304號舖為洗衣店、醫務所及牙醫診所，另設有綠化平台及管理處。三樓亦是大本型購物廊的另一入口，從購物廊可通往油塘邨第四期「大本型」和油塘邨的富塘樓和貴塘樓。
三樓的購物廊是由房委會委託前地鐵公司於2001年所興建的。位於油塘站上蓋的預留購物廊原本是用作給市民來往鯉魚門廣場、大本型（當時稱鯉魚門廣場第二期、且尚未興建）及油麗商場，此預留空間曾一度用作房委會辦公室或物料存放處，其後近油麗商場一邊用作大本型展覽廳、其餘部份則為大本型工程承辦商所用；直到2014年中房委會才租予屈臣氏集團和先施百貨合組的SU-PA-DE-PA的超級市場，並於2014年12月5日開業，主要售賣各種家庭用品、食品、電器、飾品及玩具等，裝潢與大本型分店類似；但購物廊於2021年9月2日結業，原址再重新招租，開設「入廚」，同年12月26日開業，其中近大本型一邊分租予佳寶食品超級市場。

#### 四樓（4/F）
四樓為機電層，並不對外開放。

#### 天台（R/F）
綠化天台設有雀鳥植物拼砌圖案，由於是機房機電層，因此不對外開放。

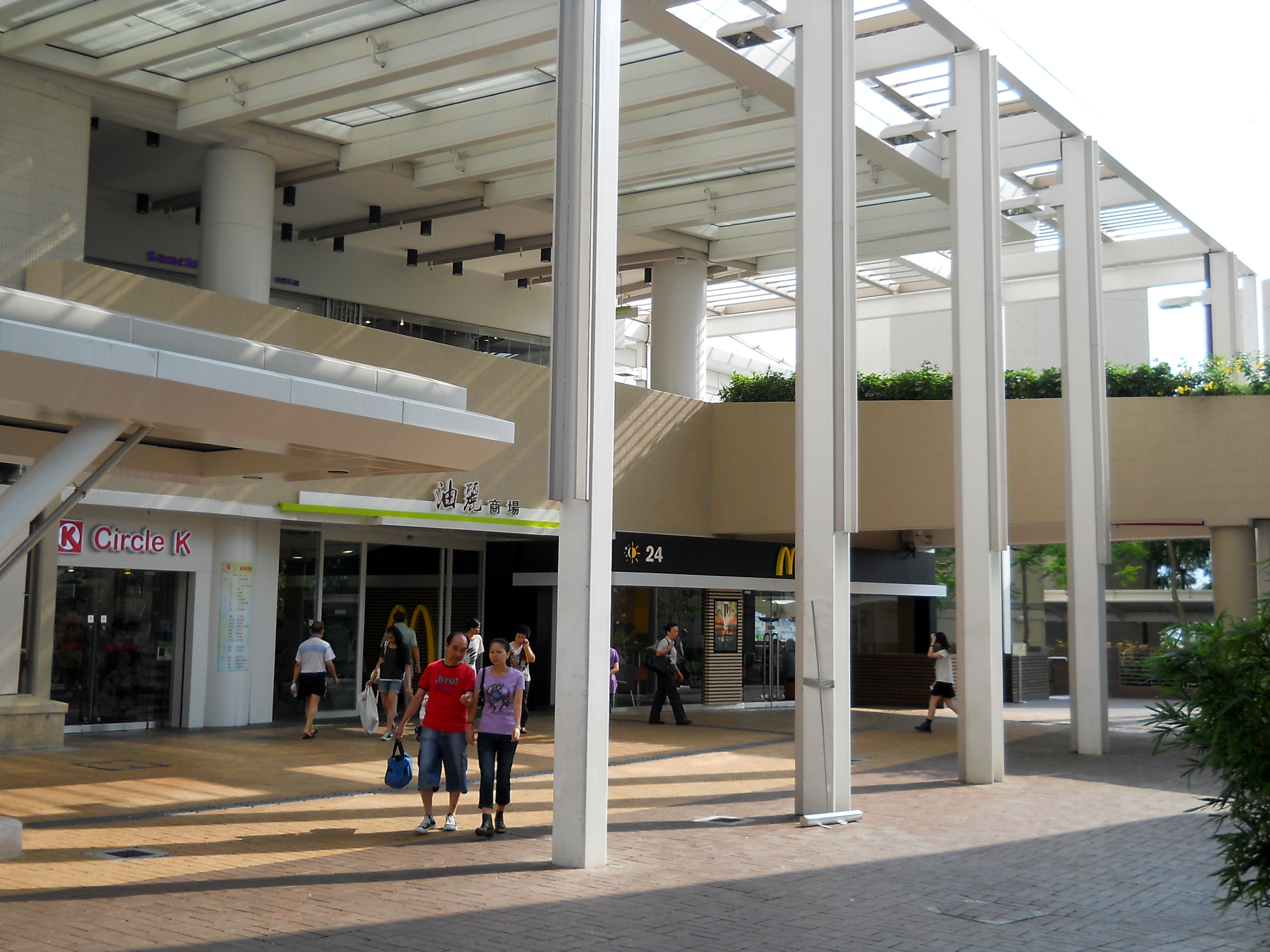
油麗商場主入口（2011年）
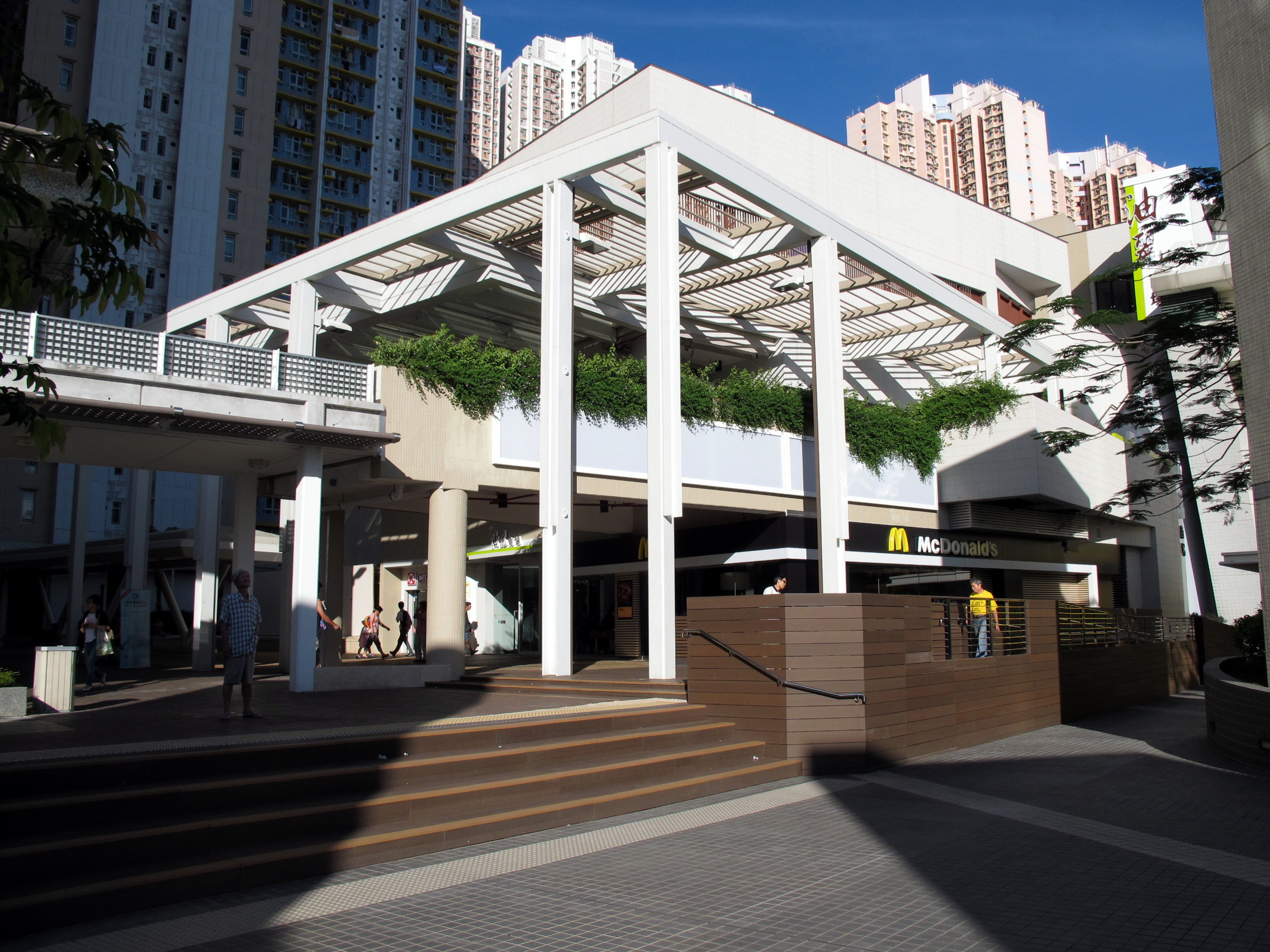
油麗商場外貌（2011年）
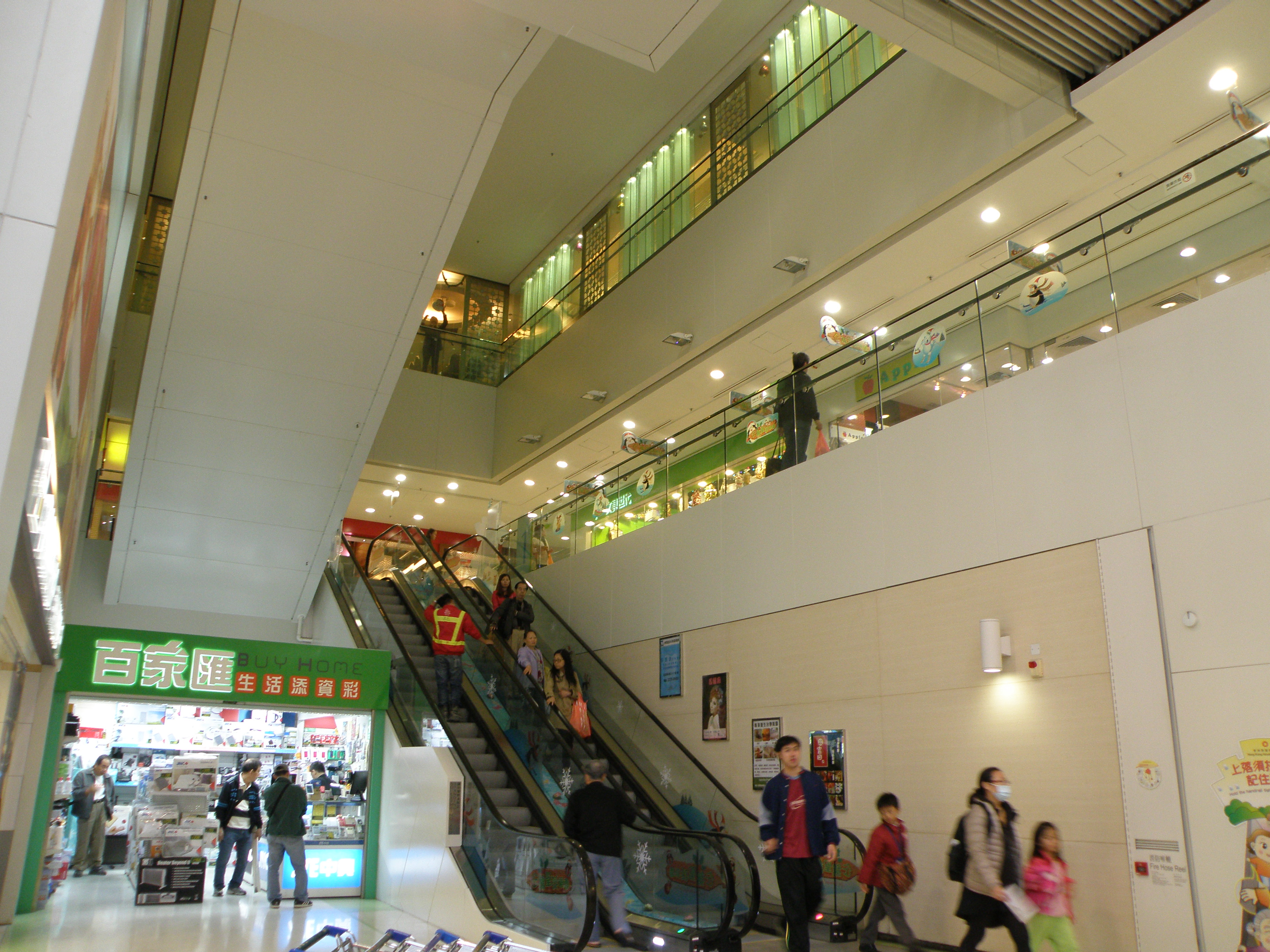
油麗商場內貌
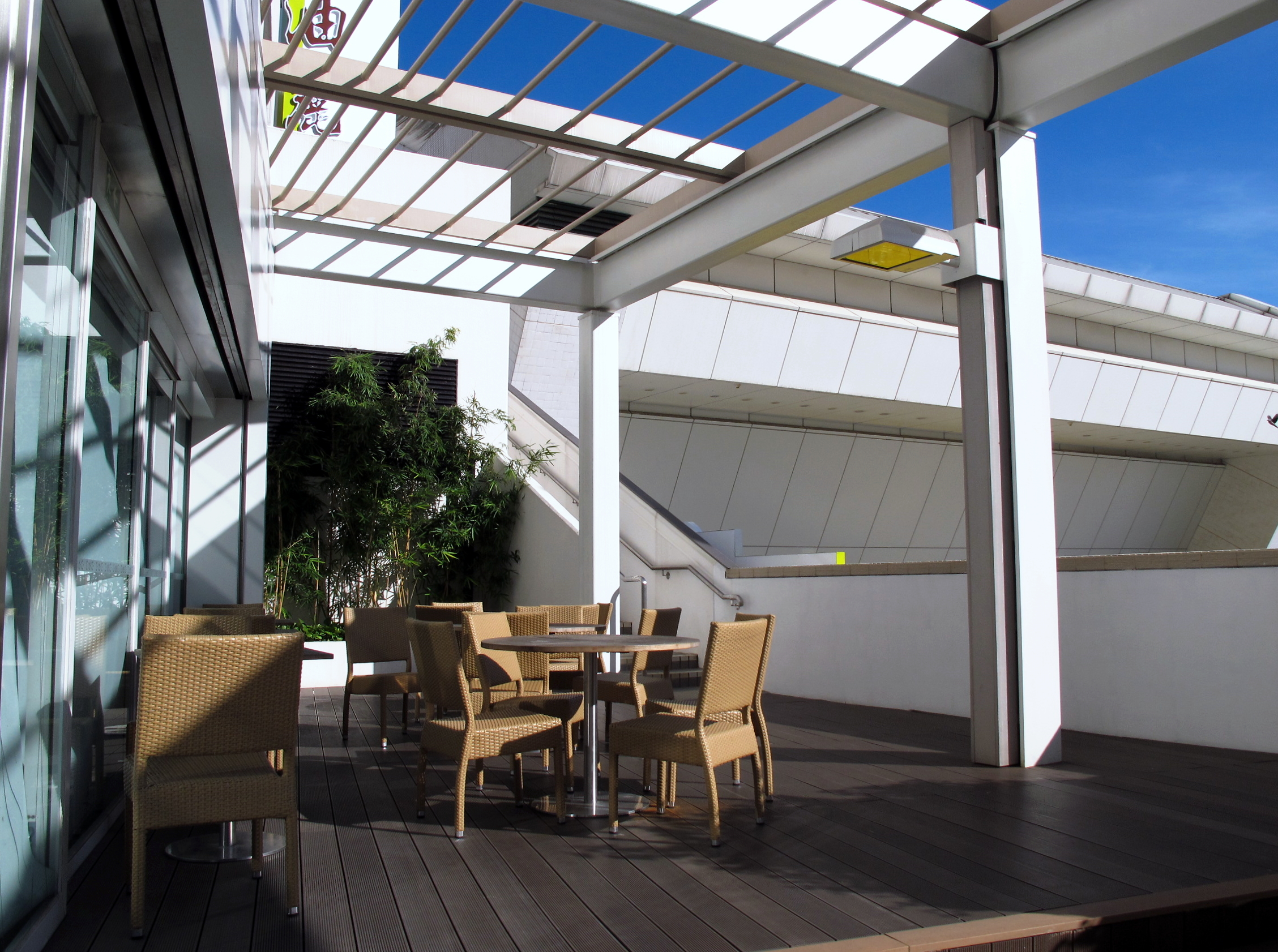
油麗商場戶外平台設閒座區

## 商場設計
油麗商場的建築師不詳。與以往房委會旗下公屋商場不同，整個商場設計偏向後現代主義，並以幾何拼貼著稱。

### 環境保護設施
由於社會越來越重視環保，商場因此注入不少環境保護設施，例如大量的透光窗等，以及下列的設施：

#### 智能系統
商場裝設一套智能系統，該系統能夠偵測天氣、風速等資訊，由電腦分析決定在何時開關設備，例如天氣炎熱時便自動關窗，並啟用空調；但當偵測到一定風勢、有陽光照射時便自動開窗，能夠有效運用天然光和風力能源，達到一定環保效果。

#### 綠化種植與水資源收集系統
天台設有綠化種植，當中設計為雀鳥、樹葉和其他大自然圖形；即使絕大部份遊人都看不見此圖案，但有了綠化種植，據稱能不但減低「熱島效應」，同時增添商場的美觀和趣緻、達到善用空間目的。但隨著日漸失去保養打理，加上受日曬雨淋，該圖案已經面目全非，直到現在只是一個普通的綠化草地。
商場亦安裝雨水和空調系統冷凝水收集系統，將所收集的水經過濾處理後回饋植物灌溉系統，以減少淡水的使用量。

## 獎項
油麗商場以其無障礙設施，榮獲由香港復康力量舉辦的2011年全港無障礙商場表揚活動的榮譽大獎。

## 主要商戶
下列為重點，並非列出所有商戶
- 麥當勞[7]
- 萬寧[8]
- 大家樂[9]
- 王老吉涼茶
- 波仔[10]
- 聖安娜餅屋[11]
- 日本城[12]
- 富田和食亭
- OK便利店[13]
- 大昌食品專門店 [14]
- 百佳超級市場[15]
- 759阿信屋[16]
- 順豐速運「順便智能櫃」[5]

## 外部連結
- 房委會油麗商場單張 （页面存档备份，存于）
- 房委會油麗商場